# Xã Zion, Quận Lake, Illinois
Xã Zion (tiếng Anh: Zion Township) là một xã thuộc quận Lake, tiểu bang Illinois, Hoa Kỳ. Năm 2010, dân số của xã này là 24.413 người.